# Campel
Campel är en kommun i departementet Ille-et-Vilaine i regionen Bretagne i nordvästra Frankrike. Kommunen ligger i kantonen Maure-de-Bretagne som tillhör arrondissementet Redon. År 2018 hade Campel 458 invånare.

## Befolkningsutveckling
Antalet invånare i kommunen Campel
Referens:INSEE